# A14高速公路 (葡萄牙)
A14高速公路（葡萄牙語：A14），又稱下蒙德古高速公路（Autoestrada do Baixo Mondego），是葡萄牙中部一條高速公路。西起菲蓋拉-達福什，東至科英布拉止。全長40公里。
設有十處交流道。1994年開始通車，至2002年全線通車。